# デイヴィッド・M・ポッツ
デイヴィッド・マシュー・ポッツ（David Matthew Potts、1906年3月12日 - 1976年9月11日）は、ニューヨーク州選出のアメリカ合衆国下院議員。ニューヨーク市で生まれ、1927年から1929年まで公立学校とニューヨーク市立大学に通った。1932年にセイント・ローレンス大学ブルックリン・ロースクールを卒業後、1933年にニューヨーク州の弁護士資格を取得し、ニューヨーク市で開業した。ニューヨーク州上院における1945年の会期中、ニューヨーク市勢委員会の法律顧問を務め、第80議会のための選挙で共和党から出馬して当選し、1947年1月3日から1949年1月3日まで在職した。1948年、第80議会のための選挙で落選し、弁護士業を再開した。
デューイ州知事によりブロンクス郡の代理に任ぜられ、1951年11月から1953年1月まで務めた。1953年6月期のニューヨーク州最高裁判所上訴部第1部の特別審理人。カーデル＝ウィルソン&ポッツ社 (Kadel, Wilson & Potts) の社長に在職中の1976年、ブロンクスビルにて死去。遺体はハーツデイルのファーンクリフ墓地に埋葬された。